# 驚奇4超人 (2015年電影)
《驚奇4超人》（英語：Fantastic Four，又記作）是一部2015年的美國超級英雄電影，改編自漫威漫畫其下同名作品。本片為「驚奇4超人系列電影」的第三部作品，同時也是該系列的重啟作。導演是喬許·傳克，賽門·金柏格和傑里米·史雷特編劇，並由麥爾斯·泰勒、凱特·瑪拉、麥可·B·喬丹和傑米·貝爾擔任主演。電影是根據《終極驚奇4超人》一漫畫改編，且部分設定也將不會忠於原作。
2009年8月，在電影的發展公諸於世。2012年7月，傳克得到本片的執導權和與史雷特共同創作劇本。2013年10月，金柏格被聘作為聯合編劇。2014年1月，金柏格將劇本改寫完成後，接下來就是選角塑造的階段。於2014年5月在路易斯安那州的巴吞魯日開始主要拍攝，直到同年8月殺青。
《驚奇4超人》定於2015年8月7日在北美地區上映（2D、3D版）。電影於美國首周只有2568萬美元的票房，到北美地區下檔也只有5605萬美元（北美以外約1億美元），甚至低於前兩集個別的首周票房。電影獲得了影評人極慘烈的負評，主要批評敘事和故事的荒謬乏味。
續集在上映前原預計將於2017年7月14日上映，但受到上映後之悽慘票房影響，後已取消。再取消後，編劇又宣布即將籌劃，但之後因迪士尼收購21世紀福斯導致版權回歸漫威影業而再度取消。

## 劇情
故事敘述李德·理查斯、蘇·史東、班·格林姆和強尼·史東利用儀器瞬間移動至某顆星球時發生了意外，使四人的身體產生了異變而得到超能力，他們需要學會駕馭自己的能力並和一位昔日的敵人維克多·馮·杜姆共同保護地球。

## 演員
| 演員                                | 角色                                                                | 備註 |
| 麥爾斯·泰勒 Miles Teller            | 「驚奇先生」李德·理查斯 「Mr. Fantastic」Reed Richards              | 驚奇4超人之一。李德放學後，常在自己的車庫中研究和探討宇宙的奧秘；因實驗而得到能扭曲自身周圍的空間、來伸展身體成不同型態和長度的能力。 |
| 凱特·瑪拉 Kate Mara                 | 「隱形女」蘇珊·「蘇」·史東 「The Invisible Woman」Susan "Sue" Storm | 驚奇4超人之一。平時獨立自主和常挖苦他人；因實驗而得到使自身隱形化和產生力場屏障的能力。。                                             |
| 麥可·B·喬丹 Michael B. Jordan       | 「霹靂火」強尼·史東 「The Human Torch」Johnny Storm                 | 驚奇4超人之一，蘇的養弟。麻煩製造者和追求刺激的人；因實驗而得到釋放火焰和飛行的能力。                                                 |
| 傑米·貝爾 Jamie Bell                | 「石頭人」班·格林姆 「The Thing」Ben Grimm                          | 驚奇4超人之一。能力超強，個性熱情、聰明、勇敢守本份，懂得保護朋友；因實驗而得到岩石般的身軀和強大的力量。                             |
| 托比·凱貝爾 Toby Kebbell            | 「末日博士」維克多·馮·杜姆 「Doctor Doom」Victor von Doom           | 一名在網路上以「末日」作匿名的反社會工程師。在與驚奇四超人一同進入負區後獲得發電與操縱金屬的能力。                                    |
| 雷格·E·凱西 Reg E. Cathey           | 富蘭克林·史東博士 Dr. Franklin Storm                                | 強尼的父親和蘇的養父，後被末日博士殺死。                                                                                              |
| 提姆·布萊克·尼爾森 Tim Blake Nelson | 艾倫博士 Dr. Allen                                                  | 為政府工作的科學家。 |
| 丹·卡斯泰拉内塔 Dan Castellaneta    | 肯尼先生 Mr. Kenny                                                  | 李德的小學老師。 |

## 市場營銷
從開拍、選角到結束的整個過程官方都未釋出任何概念圖像和設定，也不接受和電影相關的評論；直到2015年1月28日，才發布了首支前導預告和海報。Newsarama網站認為，預告的風格和科幻電影相似，如2014年的《星際效應》。該預告在網站上刷新了二十世紀福斯的觀看記錄，超越《X戰警：未來昔日》。2015年4月，劇組出席了CinemaCon，他們在會場的表現獲得了好評。

## 發行
該片定於2015年6月19日在北美劇院上映，並在後期製作上已轉換成3D，因此會以2D、3D版發布。後改至2015年8月7日上映。

### 評價
《驚奇4超人》大獲負評，主要批評電影的敘事能力、節奏以及使該團隊無利可圖的動力，但演員們的表現則獲得讚譽。爛番茄上根據245條專業影評只有9%的評級，平均得分3.5／10。Metacritic得分27（滿分100），代表「普遍不利的評價」。根據CinemaScore網站的調查，從A+至F的評級中，觀眾平均給了電影「C-」的評價。

### 舊劇本
傳克對於劣評在自己的Twitter回應，他本人表示對最終成品不滿，主要是因福斯的干涉：「一年前，我有一個夢幻般的版本。它將會獲得很好的評價，你可能永遠也看不到它。這就是現實」。後來該留言被刪除。
之後外媒就挖出了由二十世紀福斯拍攝的《驚奇四超人2015》劇本初稿，初稿由編劇傑里米·斯雷特完成，之後導演特蘭克加盟，和他一起進行了修改。福斯認為劇本實在太爛，找來《X戰警》系列編劇賽門·金柏格和一票資深電影人試圖挽救這部電影。
日前一家名為Birth.Movies.Death的外媒挖出了這部影片的劇本初稿，從這家網站爆出的一些劇情點來看，確實與最終的影片有明顯的不同之處。下面是主要的不同點：劇本初稿中不僅包含了驚奇四超人與末日博士的起源故事，還出現了機器人赫比(Herbie)和神奇飛行車(FantastiCar)。人氣頗高的反派行星吞噬者(Galactus)和鼴鼠人(Mole Man)也出現在這一版劇本中。
李德和班不僅從小是好友，班還是李德的幫手，這也解釋了為何李德會帶上班一起踏上前往異度空間的旅程。維克多（即後來的「末日博士」）經常纏著李德是為了從他那裡挖到研究的數據，他將里德的研究成果交給祖國拉托維尼亞的間諜。
本電影中出現的負空間(Negative Zone)並非是片荒蕪之地，這裡生活著外星種族，遍地都是白骨。李德一行人遇到了行星吞噬者，後者雙手射出暗物質，看起來似乎殺死了維克多（當然大家都知道並沒有）。一行人最終拼死逃脫並回到地球，但暗物質最終還是透過量子門射中了四人，也最終讓他們發生了變化，擁有了超能力。
這段旅程結束之後，喬尼成為了電視明星；蘇致力於癌症治療研究，同時希望治癒班；班成為軍隊的致命武器；李德則獨自藏身雅加達，認為自己是導致這一事故的罪魁禍首。隱居期間他製造了機器人赫比，還製造了神奇飛行車，希望將其賣給豐田。
在拉托維尼亞，間諜們完成了他們自己的量子門，結果走出量子門的卻是被暗物質改造成末日博士的維克多，他之後用恐怖統治掌控了這個國家。這版劇本中最值得一看的動作場景是驚奇四超人在紐約勇鬥一隻巨大的怪物，這只怪物將班活活吞下，埃爾德博士被怪物的汁液噴到，變成了鼴鼠人。
影片最終以驚奇四超人與末日博士在拉托維尼亞的戰鬥場面收尾。末日博士之前被困在負空間之中，驚奇四超人則勉強逃脫，警告政府行星吞噬者即將到來，這也是為續集做伏筆。 

### 票房
美國首映當天獲得了1130萬美元的票房，比起專家預測的還低，使得認為當周應該只有2700萬美元左右的票房，票房分析師認為大多因劣評（例如爛番茄上評價都在十上下變動，最低時甚至只有個位數，而滿分為100）所影響。美國首周獲得2560萬美元，僅只有2005年《驚奇4超人》（5610萬美元）和2007年《驚奇4超人：銀色衝浪手現身》（5810萬美元）的一半成績左右，到美國下檔為止票房更只有5605萬美元，連第一集的首周票房都達不到。66%的票房（1.08億美元）屬於美國以外，不論在評價或成績皆屬於完全失敗的作品。

## 榮譽
| 獎項               | 類別                           | 得獎人                                         | 結果 | 參考   |
| ------------------ | ------------------------------ | ---------------------------------------------- | ---- | ------ |
| CinemaCon獎        | CinemaCon電影群戲獎            | 《驚奇4超人》                                  | 獲獎 | [ 29 ] |
| 第36屆金酸莓獎     | 最差影片                       | 《驚奇4超人》                                  | 獲獎 | [ 30 ] |
| 第36屆金酸莓獎     | 最差搭檔                       | 麥爾斯·泰勒、麥可·B·喬丹、凱特·瑪拉和傑米·貝爾 | 提名 | [ 30 ] |
| 第36屆金酸莓獎     | 最差前傳、重拍、惡搞及續集電影 | 《驚奇4超人》                                  | 獲獎 | [ 30 ] |
| 第36屆金酸莓獎     | 最差導演                       | 喬許·傳克                                      | 獲獎 | [ 30 ] |
| 第36屆金酸莓獎     | 最差劇本                       | 傑里米·史雷特、賽門·金柏格和喬許·傳克          | 提名 | [ 30 ] |
| 2016年青少年票選獎 | 電影票選獎：科幻／奇幻片       | 《驚奇4超人》                                  | 提名 |        |

## 備註
1. ↑  角色在本電影原名維克多·德瑪舍夫（Victor Domashev），但在後期則改回為維克多·馮·杜姆（Victor von Doom）。

## 外部連結
- 互联网电影数据库（IMDb）上《驚奇4超人》的资料（英文）
- Box Office Mojo上《驚奇4超人》的資料（英文）
- 爛番茄上《驚奇4超人》的資料（英文）
- Metacritic上《驚奇4超人》的資料（英文）
- AllMovie上《驚奇4超人》的资料（英文）
- 開眼電影網上《驚奇4超人》的資料（繁體中文）
- 时光网上《驚奇4超人》的資料（简体中文）
- 豆瓣电影上《驚奇4超人》的資料 （简体中文）